# ロガテツ (シュタイェルスカ)
ロガテツ（Rogatec, ドイツ語: Rohitsch）は、スロベニア・シュタイエルスカ地方の市である。
ノトランスカ地方の市 Logatec は、ロガテツ (ノトランスカ)を参照。